# フォルクスワーゲン・SP2
SP2は、1972年から1976年まで販売されていたブラジルの「フォルクスワーゲン・ド・ブラジル」で開発されたスポーツカーである。この車の名称はサンパウロ（São Paulo ）の頭字語である。

## 計画の始まり
1970年代のブラジルの輸入車市場は国内産業保護と外貨流出を防ぐために閉ざされており、その結果国内で正式に生産されている数少ないスポーツカーは、フォルクスワーゲンの現地法人が生産する「カルマンギアタイプ1」と、その後1970年から1975年まで生産された「カルマンギアTC」。そして有名な「プーマ」、「サンタ・マチルダ（Santa Matilde ）」と「ミウラ（Miura ）」といった、「フスカ」や「シボレー・オパラ」などを独自にモディファイしたモデルを少数生産する現地資本の小規模メーカーの車種のみであった。

### プロジェクトX
ブラジルのフォルクスワーゲンの支社はヴォルフスブルクの本社から幾らかの独立性を保っており、1969年に自社で新しい計画を開始することを決定した。シーマン（Senor Schiemann ）率いる開発チームは、ルドルフ・ライディング（当時ブラジル支社のCEOで後に本社のCEO）の支援を受けて「プロジェクトX」と呼ばれる開発作業を開始し、1971年の見本市に出展した。しかし車が市販されるまではもう1年が必要であった。

## 量産モデル
最終的にSPと命名されたこの車はヴァリアントのシャーシに同じフォルクスワーゲン製空冷エンジンを搭載して造られていた。このエンジンは1,700ccに排気量が拡大され出力は75hp（56kW）を発生し、この車を160km/h（100mph）と10 km/Lの燃料消費率で走らせた。
この車が発表されると、国産の空冷フォルクスワーゲン車に加えられた多くの改善点、個性的な内装、数々の特別装備品や素晴らしい仕上げといった面で直ぐにマスメディアの注目を集めた。

## 衰退
SP1という名称の車も造られたが、1,600ccエンジンで出力僅か65hp（48kW）と非常に貧弱な性能ですぐに生産中止となった。同様の問題はSP2にも当てはまり、当時の口の悪い冗談に"SP2"という車名にひっかけて"Sem Potência"（ポルトガル語で「無馬力："Without Power"」の意）というものがあった。
その革新的な外観にもかかわらずSP2は性能面ではプーマには太刀打ちできなかった。この2車種は類似のエンジンを使用していたがグラスファイバー製ボディのプーマの方が遥かに軽量であった。さらに自社が製造する「カルマンギアTC」とも競合した結果販売は低迷し、SPの生産は「カルマンギアTC」が生産終了した翌年の1976年2月で終了した。
総計10,205台が製造され、そのうち670台がヨーロッパへ輸出されたこの車は現在では価値あるコレクターズ・アイテムであるとみなされており、白色塗装の1台はフォルクスワーゲンの博物館で公開展示されている。生産されていた当時の価格は大まかに言ってビートルと同等であったが、現在では程度が良く保存されている車は同時代のビートルよりかなり高価である。

## SP3

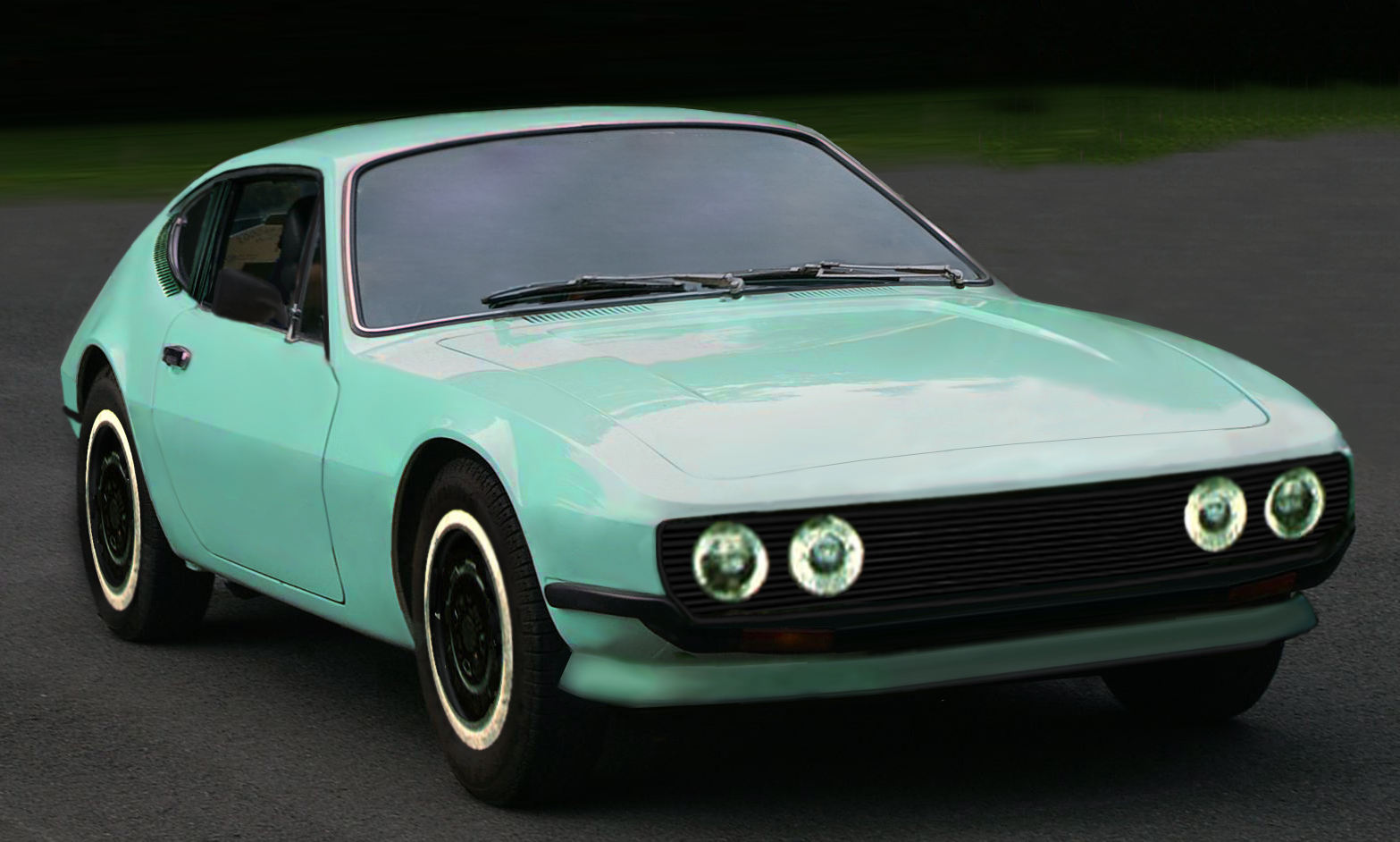
SP3

出力不足というSPの根本問題を解決しようという試みは「SP3プロジェクト」と呼ばれた。この車は基本的にはSP2であるが、エンジンは全てをブラジル版パサート TSから流用してきた1.8L、100PS/6,000rpm（SAE）、圧縮比 8.5:1の連装キャブレター付きEA827型（ブラジルではAP型）水冷エンジンを搭載していた。試作車は「デーコン」（Dacon ）で製造された。